# Heinz-Lothar Worm
Heinz-Lothar Worm (* 1947 in Bad Wildungen) ist ein deutscher Autor christlicher Literatur und Kinderhörspiele sowie pädagogischer Fachliteratur. Er ist Germanist, Heimatforscher im Bereich Oberhessen und Leiter des Hüttenberger Heimatmuseums in Leihgestern.

## Leben
Heinz-Lothar Worm wuchs als ältestes von vier Kindern in Nordhessen auf. Familiäre Hintergründe wie der aus Sudetendeutschland stammende Vater, aber auch die Waldecker Heimat der Mutter waren prägend. Worm absolvierte zunächst ein Studium für das Lehramt an Grund-, Haupt- und Realschulen in Gießen sowie anschließend ein Zusatzstudium als Sonderschullehrer. Des Weiteren legte er die Heilpraktikerprüfung ab und promovierte zum Doktor der Philosophie an der Justus-Liebig-Universität Gießen. Bis 1997 arbeitete er an Sonderschulen in Wetzlar. Außerdem war er hier vierzehn Jahre lang als Sprachheillehrer im Gesundheitsamt tätig. Er ist habilitiert und hat seit 1981 Lehraufträge an verschiedenen deutschen Universitäten.
Mit Kinderhörspielen für den Evangeliums-Rundfunk begann Heinz-Lothar Worms schriftstellerische Tätigkeit. Neben etwa 50 Hörspielen schrieb er über ein Dutzend heimatverbundener Romane und verfasste Fachpublikationen in Form von Unterrichtsmaterialien und Lehrbüchern für die Grund- sowie Sonderschule. Daneben sammelt er oberhessisches Liedgut und betätigt sich als Liedermacher, wofür er 1990 vom Norddeutschen Rundfunk ausgezeichnet wurde. Ferner arbeitet Worm als Familiennamenforscher des Gießener Landes, Leiter des Hüttenberger Heimatmuseums in Leihgestern und stellte 2011 ein fünfbändiges hessisches Literaturlexikon fertig. Als Hobby betreibt er Malerei und gestaltet Postkarten mit heimatverbundenen Motiven. Im Jahr 2009 wurde ihm der Ehrenbrief des Landes Hessen und 2019 der Hessische Verdienstorden für seine Verdienste um das Land Hessen und seine Bevölkerung verliehen.
Heinz-Lothar Worm ist wiederverheiratet und hat drei Kinder.

## Werke (Auswahl)
- Ev. Religion an Stationen Spezial Neues Testament. Handlungsorientierte Materialien für die Klassen 1 bis 4. Auer, Donauwörth 2014, ISBN 978-3-403-07436-6.
- Katholische Religion an Stationen Altes Testament. Handlungsorientierte Materialien für die Klassen 1 bis 4. Auer, Donauwörth 2014, ISBN 978-3-403-07433-5.
- 10-Minuten-Rätsel und -Spiele Englisch. Klasse 1–4, Lehrplaninhalte abwechslungsreich einleiten, wiederholen und festigen. Auer, Donauwörth 2014, ISBN 978-3-403-07332-1.
- Personen des Alten Testaments. (= Religion an Stationen 1.) Auer, Donauwörth 2013, ISBN 978-3-403-07065-8.
- Personen des Neuen Testaments. (= Religion an Stationen 2.) Auer, Donauwörth 2013, ISBN 978-3-403-07146-4.
- Ethik an Stationen. Grundschule. 5 Bände. Auer, Donauwörth 2010–2013, ISBN 978-3-403-04923-4.
- Hessische Erzählerinnen und Erzähler 1800–1900. Leben und Werke. 5 Bände. Litblockín, Fernwald 1999–2011, ISBN 3-932289-30-7.
- Schulzes Anna und ihre Kinder. Die Geschichte einer Familie. Brunnen-Verlag, Gießen 2011, ISBN 978-3-7655-1788-4.
- Alte hessische Weihnachtsgeschichten. 3. Auflage. Brunnen-Verlag, Gießen 2011, ISBN 978-3-7655-4076-9.
- Denn die Liebe hört niemals auf. Die schönsten Geschichten aus der Heimat. Brunnen-Verlag, Gießen 2011, ISBN 978-3-7655-4146-9.
- (Hrsg.): Für zwei Groschen „Zoggerstaa“. Oberhessen erzählen aus ihrem Leben. Brunnen-Verlag, Gießen 2010, ISBN 978-3-7655-1789-1.
- Musik in der Primarstufe. 9. Auflage. Persen, Donauwörth 2010, ISBN 978-3-8344-2107-4.
- Marie. Der weite Weg zum Glück. Brunnen-Verlag, Gießen 2010, ISBN 978-3-7655-1751-8.
- Der Distelfink. 3. Auflage. Brunnen-Verlag, Gießen 2009, ISBN 978-3-7655-4075-2.
- Der Sohn des Kesselflickers. Brunnen-Verlag, Gießen 2008, ISBN 978-3-7655-1979-6.
- (Hrsg.): Das Brautpaar im Backtrog und andere Liebesgeschichten aus alter Zeit. Brunnen-Verlag, Gießen 2006, ISBN 3-7655-1923-5.
- Schulzes Anna. Die Geschichte der Anna W. Brunnen-Verlag, Gießen 2003, ISBN 3-7655-1836-0.
- Die Tietze-Milli. 3. Auflage. Brunnen-Verlag, Gießen 2001, ISBN 3-7655-3698-9.
- Karl Mays Helden, ihre Substituten und Antagonisten. Tiefenpsychologisches, Biographisches, Psychopathologisches und Autotherapeutisches im Werk Karl Mays am Beispiel der ersten drei Bände des Orientromanzyklus. (Habilitationsschrift). Igel-Verlag, Paderborn 1992, ISBN 3-927104-25-6.
- Grüningen, Kreis Giessen. Familien in Grüningen 1647–1900. (= Deutsche Ortssippenbücher. Reihe A, 157). Hessische Familiengeschichtliche Vereinigung, Darmstadt 1990.
- Familiennamen im Hüttenberger Land von 1470–1900. Hessische Familiengeschichtliche Vereinigung, Darmstadt 1989.
- Reynke de vos, ein Beitrag zur Verfasserfrage. (Dissertation). Universität Gießen 1984.

### Hörbücher
- Schulzes Anna. Brunnen-Verlag, Gießen 1998.
- Die Tietze-Milli. Brunnen-Verlag, Gießen 1999.

### Hörspiele
- Die Flaschenpost. ERF-Verlag
- Wanichos Rache. ERF-Verlag
- Eine Mutter für viele Kinder. ERF-Verlag
- mit Ulrike Schild: Der Rollstuhl im Wald (Seite B auf Tal der Liebe). ERF-Verlag.